# Chironomus oppositus
Chironomus oppositus är en tvåvingeart som beskrevs av Walker 1856. Chironomus oppositus ingår i släktet Chironomus och familjen fjädermyggor. Inga underarter finns listade i Catalogue of Life.